# Le Pèlerin de Compostelle
Le Pèlerin de Compostelle (O Diário de um Mago) est un roman de Paulo Coelho paru en 1987 (1996 pour la traduction française). C'est le premier livre de l'auteur.

## Résumé
Le livre relate les étapes et les épreuves du pèlerinage de Saint-Jacques-de-Compostelle que Paulo Coelho a entrepris en 1986 avec son guide Petrus.
Dans ce récit, l'auteur raconte comment ce pèlerinage l'a transformé psychiquement et l'a convaincu que « l'extraordinaire se trouve sur le chemin des gens ordinaires ».

## Personnages
- Paulo Coelho : le pèlerin de Saint-Jacques-de-Compostelle
- Petrus : le guide de Paulo pendant le pèlerinage

## Citations
- « L'extraordinaire se trouve sur le chemin des gens ordinaires ». p.8.
- « Personne n'aime demander beaucoup à la vie, parce qu'il a peur de l'échec ». p.96.
- « Celui qui désire mener le Bon Combat doit regarder le monde comme s'il s'agissait d'un trésor inépuisable, qui attend d'être découvert et conquis ». p.96-97.
- « Le Bon Combat est celui qui est engagé au nom de nos rêves ». p.63.
- « On n'a pas besoin de gravir une montagne pour savoir si elle est élevée ». p.31.
- « Le bateau est plus en sécurité quand il est au port ; mais ce n'est pas pour cela qu'ont été construits les bateaux » .p.31.
- « Le chemin de la connaissance est un chemin ouvert à tous les hommes, aux gens ordinaires ». p.35
- « Lorsque tu voyages, tu fais une expérience de l'acte de renaissance». p.42.
- « Quand on voyage vers un objectif, il est très important de prêter attention au chemin. C'est toujours le chemin qui nous enseigne la meilleure façon d'y revenir ». p.47.
- «  [...] quand on a un objectif dans la vie [ il ] peut devenir meilleur ou pire. Cela dépend du chemin que nous choisissons pour l'atteindre et de la manière dont nous courrons ». p.47.
- « En effectuant d'une autre manière des gestes routiniers, tu permets à un homme nouveau de se développer en toi ». p.49.
- « C'est nous qui déterminons le rythme du temps ». p. 51.
- « L'homme ne pourra jamais cesser de rêver ». p.62.
- « Le rêve est la nourriture de l'âme comme les aliments sont la nourriture du corps». p.62.
- « Le premier symptôme du fait que nous tuons nos rêves est le manque de temps ». p.63.
- « Le deuxième symptôme de la mort de nos rêves ce sont nos certitudes ». p.63.
- «Le troisième symptôme de la mort de nos rêves c'est la paix ». p.64.
- « La seule manière de sauver nos rêves est d'être généreux envers nous-mêmes ». p.66.
- « Le seul moyen de prendre la décision juste est de reconnaître la mauvaise décision». p.175.
- « La mort est notre campagne, parce que c'est elle qui donne sens à nos vies ». p.138.
- « Sur le Chemin comme dans la vie, la sagesse n'a de valeur que si elle peut aider l'homme à vaincre un obstacle ». p.157.
- « Enseigner, c'est montrer ce qui est possible. Apprendre, c'est rendre possible à soi ». p.158.
- « Fuir la lutte est le pire qui puisse nous arriver. C'est bien pire que de perdre la lutte parce que, dans la défaite, nous pouvons toujours apprendre quelque chose, mais dans la fuite, tout ce que nous obtenons c'est de déclarer la victoire de notre ennemi ». p.192-193;
- « Un homme qui ne sait pas entendre ne peut écouter les conseils que la vie nous prodigue à chaque instant ». p.195.
- « Tu ne peux apprendre que lorsque tu enseignes ». p.212.
- « Lorsque quelqu'un recherche une chose, il doit attribuer une finalité très claire à ce qu'il veut ». p.236.
- « La quête du bonheur est personnelle, et [il] n'y a pas de modèle que nous puissions transmettre aux autres ». p.244.
- « Les hommes qui se croient sage sont indécis à l'heure de commander et rebelles à l'heure d'obéir. Ils pensent qu'il est honteux de donner des ordres et déshonorant de les recevoir ». p.209.
- « Celui qui laboure doit avoir de l'espérance ». p.229.
- « Celui qui possède une épée doit constamment la mettre  à l'épreuve afin qu'elle ne rouille pas dans le fourreau». p. 157.